# Cellekultur
En cellekultur, også kaldet vævskultur, er dyrkning af celler eller vira i et kunstigt medium uden for deres naturlige forhold. Kultivering af celler omfatter hovedsageligt dyrkning af eukaryoter fra dyrevæv, men der findes også kulturer af planter, svampe, insekter og mikroorganismer, samt vira, bakterier og protister. Cellekulturer kan enten vokse i et fast eller vækstmedium, afhængig af organismens behov og oprindelsessted.